# Markus Kattner
Markus Kattner (* 24. September 1970 in Bayreuth) ist ein deutsch-schweizerischer Fussballfunktionär. Er war ab 2003 FIFA-Finanzdirektor und ab 2007 stellvertretender Generalsekretär.

## Werdegang
Kattner wuchs in München auf. Er absolvierte an der Technischen Universität München ein Ingenieurstudium und promovierte an der Eidgenössischen Technischen Hochschule Lausanne. Bevor er 2003 FIFA-Finanzdirektor und 2007 stellvertretender Generalsekretär wurde, arbeitete er in der Schweiz bei McKinsey. Im September 2015 wurde er mit der Suspendierung von Jérôme Valcke FIFA-Generalsekretär ad interim. Am 23. Mai 2016 wurde Kattner von der FIFA wegen des Vorwurfs des Missbrauchs treuhänderischer Verantwortung entlassen. Kattner leitete rechtliche Schritte gegen die aus seiner Sicht ungerechtfertigte Kündigung ein. Ein nach der Kündigung auf Antrag der FIFA durch die Schweizer Bundesanwaltschaft eingeleitetes Verfahren wurde im April 2019 eingestellt. Das Zürcher Arbeitsgericht befand die Entlassung gemäss einem im April 2021 veröffentlichten Urteil „für gerechtfertigt und angemessen“. Dieses Urteil wurde jedoch per Beschluss vom 4. Oktober 2022 durch das Obergericht des Kantons Zürich vollumfänglich aufgehoben, welches zum Schluss kam, dass die fristlose Entlassung zu Unrecht erfolgte. Kattner machte in seiner Klage geltend, dass „die Gründe für seine Entlassung vorgeschoben und unzutreffend waren“.
Kattner ist verheiratet und hat drei Töchter. Er spielte von 1988 bis 1992 für die SG BC/USC München (später Lotus München) in der deutschen 2. Basketball-Bundesliga.